# Stříbrnice (ort i Tjeckien, Olomouc)
Stříbrnice är en ort i Tjeckien.   Den ligger i regionen Olomouc, i den östra delen av landet, 220 km öster om huvudstaden Prag. Stříbrnice ligger 204 meter över havet och antalet invånare är 240.
Terrängen runt Stříbrnice är platt. Runt Stříbrnice är det ganska tätbefolkat, med 70 invånare per kvadratkilometer. Närmaste större samhälle är Prostějov, 18,6 km nordväst om Stříbrnice. Trakten runt Stříbrnice består till största delen av jordbruksmark.